# Matswanisme
Le matswanisme (ou matsuanisme) est une association politique  fondée au Congo par André Matswa dans les années 1920 qui évolua en mouvement politico religieux après la mort de son fondateur en 1942.

## Contexte
Sous le régime colonial au Congo belge et au Congo français se manifestent très tôt, de part et d'autre du Pool, des mouvements d'ordre religieux qui servent en fait de support au nationalisme congolais. Les autorités coloniales du Congo belge doivent dès 1921 faire face au messianisme de Simon Kimbangu. Condamné à mort par ces dernières, il est gracié par Albert Ier et voit sa peine commuée en prison à perpétuité. Il meurt en prison en 1951. Après l'arrestation de Kimbangu, sa famille et ses fidèles ont créé officiellement l'Église kimbanguiste, qui devient membre du Conseil œcuménique des Églises. Se réclamant disciples de ce dernier, Simon Pierre M'padi fuit le Congo belge pour se réfugier au Congo français. En 1939, il y fonde le mouvement du kakisme. Condamné en août 1949 à Mindouli, M'padi est livré aux autorités belges qui le poursuivaient.
Mais le plus puissant des prophétismes congolais fut le matswanisme, fondé par André Matswa, dit Grenard, ancien sergent des tirailleurs et comptable de l'assistance publique dans le département de la Seine. Après avoir créé en 1926 l'amicale des originaires de l'Afrique-Équatoriale française, société de secours mutuel, Matswa critique plus ou moins ouvertement le régime colonial après son retour en Afrique, lors de réunion avec ses fidèles. Arrêté en 1929, déporté au Tchad l'année suivante, il meurt en avril 1942 à la prison de Mayama.
 Après sa mort, en 1942, les matswanistes  présentèrent Matswa comme un prophète et continuèrent de résister. L’administration coloniale n’arriva jamais à briser ce mouvement de résistance. À la fin des années 1950, le conflit, toujours plus intense entre les matsuanistes et les autorités coloniales, allait s’enchevêtrer avec le processus de transition politique qui mena, en 1960, à l’indépendance .

## Une église autochtone
Les historiens analysent ces mouvements religieux du bassin du Congo de manière contradictoire. Une interprétation renvoie à la faiblesse de la formation théologique des catéchistes locaux, sachant que Kimbangu comme Matswa ont été des prédicateurs formés dans leur jeunesse par le clergé. La moindre connaissance des dogmes, la précarité de l'évangélisation, auraient favorisé l'émergence, au sein même des églises locales souvent liées aux milieux coloniaux, d'une croyance indépendante confinant ensuite au refus de la collaboration avec les autorités. Une autre explication s'appuie sur le caractère révolutionnaire du christianisme que les églises occidentales auraient oublié et méconnu. Ce dernier aurait été redécouvert par les prophètes africains et leurs fidèles. Allant jusqu'au plus profond du message du Christ, ils se seraient de fait rendu compte de la contradiction évidente de ce discours avec la praxis des Blancs, ce qui aurait éveillé chez eux une critique définitive de la situation coloniale.